# Русская Киреметь
Русская Киреметь (тат. Урыс Кармәте) — село в Аксубаевском районе Республики Татарстан России. Входит в состав Новокиреметского сельского поселения.

## География
Село находится в южной части Татарстана, в лесостепной зоне, в пределах восточной части Заволжской низменности, на берегах реки Керемети, при автодороге 16К-0127, на расстоянии примерно 4 километров (по прямой) к северо-западу от Аксубаева, административного центра района. Абсолютная высота — 116 метров над уровнем моря.

### Климат
Климат характеризуются как умеренно континентальный, с продолжительной умеренно холодной зимой и тёплым влажным летом. Среднегодовая температура воздуха составляет 3,8 °С. Средняя температура воздуха самого холодного месяца (января) — −11,8 °C; самого тёплого месяца (июля) — 19,5 °C. Среднегодовое количество атмосферных осадков составляет 517 мм, из которых около 365 мм выпадает в период с апреля по октябрь.

### Часовой пояс
Село Русская Киреметь, как и весь Татарстан, находится в часовой зоне МСК (московское время). Смещение применяемого времени относительно UTC составляет +3:00.

## Население
Население села Русская Киреметь в 2011 году составляло 344 человека.

### Национальный состав
Согласно результатам переписи 2002 года, в национальной структуре населения русские составляли 68 % из 365 чел.